# Anthony Antico
Anthony Antico, detto Tico o anche Big Nose (Brooklyn, 6 settembre 1935 – Staten Island, 23 dicembre 2020), è stato un mafioso statunitense, affiliato alla famiglia Genovese. Nella metà degli anni 2000, fece parte di un comitato direttivo della cosca assieme a Dominick Cirillo, Lawrence Dentico e John Barbato.

## Carriera criminale
Nel 2005, Anthony "Tico" Antico fu incriminato dalle autorità federali con l’accusa di associazione a delinquere di stampo mafioso, che includeva anche cospirazione per omicidio, estorsione, usura e corruzione di testimoni. Secondo gli inquirenti, Antico era un capitano della famiglia Genovese, attivo tra Brooklyn e Manhattan, e in stretto contatto con l’allora boss ad interim Dominick “Quiet Dom” Cirillo e i capi Lawrence “Little Larry” Dentico e John “Johnny Sausage” Barbato. L’atto d’accusa sosteneva che fin dalla fine degli anni ’90 Antico facesse parte di un comitato interno composto da potenti capi della famiglia, con il compito di corrompere i sindacati edili e industriali di New York e del New Jersey tramite tangenti ed estorsioni, con l’obiettivo di ottenere influenza su aziende operanti in quei settori. Antico, Cirillo e Barbato furono anche accusati di aver pianificato l’omicidio di un testimone chiave dell’accusa.
Il 19 ottobre 2005, Antico si dichiarò colpevole di accuse minori legate all’estorsione e, il 4 marzo 2006, venne condannato a 30 mesi di carcere. Fu rilasciato il 22 giugno 2007.
Il 29 luglio 2010, Antico fu nuovamente condannato per associazione mafiosa per la gestione di un circolo legato alla malavita a Staten Island e per cospirazione finalizzata all’estorsione di un vincitore di scommesse ippiche. Fu però assolto dalle accuse di estorsione ai danni di una panetteria e di aver ordinato la rapina al gioielliere Louis Antonelli, che si concluse con l’uccisione di quest’ultimo. Nonostante l’assoluzione su quest’ultimo punto, il giudice considerò credibile la testimonianza del collaboratore di giustizia Salvatore Maniscalco, che legava Antico alla rapina, aggravando così la pena. Antico fu condannato a nove anni di reclusione.
Scontò la pena nel Butner Federal Medical Center, in North Carolina, e fu rilasciato il 12 giugno 2018.

## Morte
Anthony Antico è morto il 23 dicembre 2020 a Staten Island, all’età di 85 anni.